# Argia funebris
Argia funebris là một loài chuồn chuồn kim trong họ Coenagrionidae.
Argia funebris is in 1861 voor het eerst wetenschappelijk beschreven door Hagen.